# بدر القحطاني
بندر شيبان القحطاني (ولد في 26 ديسمبر 2000 ) لاعب كرة قدم سعودي و يلعب كلاعب وسط مع نادي الشعلة .

## مسيرة اللاعب
لعب سابقاًفي الفئات السنية في نادي الشباب.